# Rodions Judins
Rodions Judins (auch: Rodion Judin; * 15. Juli 1997) ist ein lettischer Snookerspieler aus Salaspils. Der sechsmalige lettische Meister gewann 2016 und 2017 das Finalturnier der Baltic Snooker League. Daneben spielt er auch Poolbillard und wurde 2016 und 2023 nationaler Meister in der Disziplin 10-Ball sowie 2022 im 9-Ball.

## Karriere

### Snooker
Im April 2011 nahm Rodions Judins erstmals an der U21-Europameisterschaft teil und schied dort sieglos in der Vorrunde aus. Auch bei der U21-EM 2012 und bei der EM 2012, seiner ersten Teilnahme an der Herreneuropameisterschaft, blieb er in der Gruppenphase ohne Sieg.
Ab 2012 trat er bei der Baltic Snooker League an und gleich im ersten Jahr zog er zweimal ins Achtelfinale ein. Im März 2013 gelangte er bei der offenen lettischen U21-Meisterschaft ins Finale, in dem er dem Esten Andres Petrov mit 2:3 unterlag. Wenige Wochen danach nahm er bei den Erwachsenen erstmals an der nationalen Meisterschaft teil und scheiterte im Achtelfinale. Im Juli 2013 gewann Judins in der Variante 6-Red-Snooker durch einen 6:1-Finalsieg gegen Vitālijs Špaks die lettische Meisterschaft.
Im März 2014 wurde Judins erstmals lettischer Meister im Snooker, nachdem er sich im Finale gegen Vladimirs Ladins mit 7:2 durchgesetzt hatte. Wenig später erzielte er seine erste Podestplatzierung bei der Baltic Snooker League; beim Turnier in Riga besiegte er unter anderem Jana Halliday und Henrikas Strolis, bevor er sich im Halbfinale dem späteren Turniersieger Simonas Dragūnas mit 2:3 knapp geschlagen geben musste. Auch beim darauffolgenden Turnier der Serie im Oktober gelangte er unter die letzten vier und verlor diesmal gegen Sjarhej Melnitschenok.
Zuvor war Judins im August 2014 in der Saison 2014/15 erstmals bei einem Turnier im Rahmen der Players Tour Championship angetreten, den Riga Open, und hatte in der Qualifikation eine Auftaktniederlage gegen William Lemons hinnehmen müssen. Nachdem er bei der U21-Europameisterschaft 2015 das Achtelfinale erreicht hatte, in dem er gegen Adam Stefanów verlor, war er im April 2015 einer von 25 Amateurspielern, die an der Qualifikation zur Profiweltmeisterschaft teilnehmen durften; in seinem Erstrundenspiel gegen Peter Lines kam er nach einem 1:5-Rückstand zwar bis auf 5:7 heran, musste sich dem Engländer aber schließlich mit 6:10 geschlagen geben.
Bei der lettischen Meisterschaft 2015 schied Judins im Viertelfinale als Titelverteidiger gegen seinen Nachfolger Māris Volajs aus. Im Juni 2015 gelangte er bei der Herreneuropameisterschaft erstmals in die Finalrunde und unterlag in der Runde der letzten 64 dem Engländer John Whitty und wenige Wochen danach kam er auch bei der U21-WM in diese Runde.
In der Saison 2015/16 nahm er an drei PTC-Turnieren teil; während er bei den Riga Open 2015 durch einen Sieg gegen Māris Volajs in die Hauptrunde einzog, in der er sich dem Engländer Mark King mit 0:4 geschlagen geben musste, scheiterte er bei den Bulgarian Open 2015 und den Gdynia Open 2016 in der Qualifikation. Bei der U18-WM 2015 erreichte er unter anderem durch Siege gegen Muchammed Karimberdi uulu und Abdelrahman Shahin das Viertelfinale, in dem er gegen Dylan Emery verlor. Am Jahresende 2015 erzielte Judins mehrere Turniersiege. So besiegte er Māris Volajs im Endspiel der lettischen 6-Red-Meisterschaft mit 7:4 und gewann das KN taurė in Vilnius sowie den Rīgas Kauss.
Seine Siegesserie hielt über den Jahreswechsel an und Judins gewann im Januar 2016 im Finale gegen Māris Volajs (4:1) erstmals ein Turnier der Baltic Snooker League. Bei der Europameisterschaft 2016 erreichte er bei den U21-Junioren das Achtelfinale, in dem er dem Deutschen Lukas Kleckers unterlag, und bei den Herren die Runde der letzten 96. Wenig später gewann er zum ersten Mal den lettischen Pokal. Bei der Qualifikation zur Profiweltmeisterschaft 2016 musste er eine 0:10-Erstrundenniederlage gegen Cao Yupeng hinnehmen.
Im Mai 2016 wurde Judins durch einen 7:0-Finalsieg gegen Tatjana Vasiļjeva zum zweiten Mal nationaler Meister. Wenig später erreichte er in Vilnius das Achtelfinale der 6-Red-Europameisterschaft und die Runde der letzten 32 bei den EBSA European Snooker Open und kam bei der U21-WM in Mol in die Runde der letzten 64. Nachdem ihm im Oktober bei der nationalen 6-Red-Meisterschaft die Titelverteidigung gelungen war, gewann er im November im Endspiel gegen Anna Prisjažņuka mit 4:1 das Finalturnier der Baltic Snooker League. In den zwei folgenden Wochen wurde er im Finale gegen Sergejs Sergejevs lettischer U21-Meister und gewann zum zweiten Mal in Folge den Rīgas Kauss, den er im folgenden Jahr ein weiteres Mal verteidigte.
Anfang 2017 gelangte er bei drei Turnieren ins Endspiel. Während Judins beim Auftaktturnier der Baltic Snooker League seinem Landsmann Māris Volajs mit 2:3 unterlag, setzte er sich beim Lithuanian Masters gegen Simonas Dragūnas mit 3:0 durch und gewann durch einen 5:1-Sieg gegen Anna Prisjažņuka den lettischen Pokal. Nachdem er bei der U21-EM das Achtelfinale und bei der Herren-EM die Runde der letzten 64 erreicht hatte, scheiterte er beim Baltic-Snooker-League-Turnier in Riga im Achtelfinale. Im Mai 2017 gab es erstmals einen Snookerwettbewerb beim Moskauer Bürgermeisterpokal und Judins erreichte in der russischen Hauptstadt das Halbfinale, in dem er dem Profi Nigel Bond mit 1:4 unterlag. Einen Monat später gelang ihm bei der lettischen Meisterschaft durch einen 7:5-Sieg gegen Anna Prisjažņuka die Titelverteidigung.
Zu Beginn der Saison 2017/18 erhielt Judins eine Wildcard für das Riga Masters. Er setzte sich in der Qualifikationsrunde gegen Chen Zhe mit 4:0 durch, zog erstmals in die Hauptrunde eines vollwertigen Ranglistenturniers ein und musste sich in der Runde der letzten 64 dem Finnen Robin Hull mit 2:4 geschlagen geben. Bis zum Jahresende gelangen ihm mehrere Turniersiege bei Amateurturnieren in Osteuropa. So setzte er sich beim Minsk Snooker Cup gegen Mateusz Baranowski mit 4:3 durch, gewann die nationale 6-Red-Meisterschaft und im Finale gegen Michail Terechow (5:2) die Herbstausgabe der Krylatskoe Snooker Open in Krylatskoje, bevor er im November im Endspiel des Finalturniers der Baltic Snooker League den Litauer Nikita Kolpačenko mit 4:0 besiegte.
Bei der Europameisterschaft 2018 zog Judins bei den U21-Junioren unter anderem durch einen Sieg gegen Iwan Kakowski ins Viertelfinale ein, in dem er dem Franzosen Brian Ochoiski unterlag, und gelangte bei den Herren ins Achtelfinale, in dem er sich dem späteren Europameister Harvey Chandler mit 1:5 geschlagen geben musste. Auf nationaler Ebene gewann er im selben Jahr den lettischen Pokal, den Rīgas Kauss im 6-Red-Snooker und wurde durch einen 7:3-Finalsieg gegen Māris Volajs zum dritten Mal in Folge lettischer Meister. Im Mai 2018 erreichte er beim Moskauer Bürgermeisterpokal das Halbfinale und verlor mit 0:3 gegen den späteren Turniersieger Iwan Kakowski.
In der Saison 2018/19 erhielt Judins erneut eine Wildcard für das Riga Masters und traf in der Qualifikationsrunde auf den Engländer Jimmy White, dem er mit 0:4 unterlag. Daneben nahm er in derselben Spielzeit als Wildcardspieler an fünf Turnieren der neu eingeführten Amateurserie Challenge Tour teil. Während er viermal sieglos blieb, erreichte er im November 2018 in Budapest durch Siege gegen Joel Walker und Brian Ochoiski das Achtelfinale und verlor mit 2:3 gegen Brandon Sargeant.
Nachdem er bei der Europameisterschaft 2019 die Runde der letzten 32 erreicht hatte, nahm Judins im Mai 2019 erstmals an der Q School teil, einem Qualifikationsturnier für die Profitour. Er gewann bei allen drei Turnieren mindestens ein Spiel und erzielte sein bestes Ergebnis beim ersten Turnier, als er ins Viertelfinale seiner Gruppe einzog. Aufgrund der zeitlichen Überschneidung mit der Q School musste er seine Teilnahme an der nationalen Meisterschaft nach dem Erreichen des Viertelfinales abbrechen. Daneben erreichte er auf nationaler Ebene im selben Jahr das Finale der Shoot-Out-Meisterschaft und gewann den Rīgas Kauss.
Wie in den beiden Vorjahren erhielt er auch 2019 eine Wildcard für das Riga Masters, bei dem er durch die Absage seines Gegners die Runde der letzten 64 erreichte und gegen den Weltranglistenelften Jack Lisowski einen Frame gewann. Wenig später gelangte er beim ukrainischen Unabhängigkeitstagpokal in die Runde der letzten 32. Im November 2019 nahm er in Antalya zum ersten Mal an der Amateurweltmeisterschaft teil und erreichte unter anderem durch Siege gegen Passakorn Suwannawat und Tomasz Skalski das Achtelfinale, in dem er dem Finnen Heikki Niva mit 3:5 unterlag.
Anfang Januar 2020 nahm Judins in Moskau an einem Turnier des Steve Davis Cup teil und setzte sich im Finale gegen den Russen Arseni Korolew mit 3:0 durch. Wenige Tage später erreichte er bei den WSF Open die Runde der letzten 76. Bei der Europameisterschaft scheiterte er 2020 im 6-Red-Snooker in der Runde der letzten 48 am späteren Turniersieger Julian Bojko und im Snooker in der Runde der letzten 32 an Ben Hancorn. Im Juni 2020 wurde Judins durch einen 7:2-Finalsieg gegen Māris Volajs zum fünften Mal lettischer Meister. Hingegen schied er im selben Jahr bei der 6-Red-Meisterschaft im Viertelfinale und bei der Shoot-Out-Meisterschaft im Halbfinale aus.
Im Mai 2021 trat Judins erneut bei der Q School an. Nachdem er beim ersten Turnier sieglos geblieben war, gewann er beim zweiten und dritten Turnier jeweils zwei Spiele. In der Q-School-Rangliste belegte er damit den 87. Platz und verpasste somit deutlich die Qualifikation für die Profitour. Im selben Jahr schied er bei den Europameisterschaften im 6-Red-Snooker und im Snooker in der Runde der letzten 64 aus. Auf nationaler Ebene gewann er die 6-Red-Meisterschaft im Finale gegen Andrejs Pripjoks, während er bei der Snooker-Meisterschaft als Titelverteidiger im Halbfinale gegen Filips Kalniņš verlor.
Anfang 2022 besiegte Judins beim Lithuanian Masters unter anderem Vilius Schulte-Ebbert und zog ins Finale ein, in dem er sich Māris Volajs mit 1:3 geschlagen geben musste. Nachdem er bei der WSF Championship 2022 die Runde der letzten 64 erreicht hatte, gewann er bei den drei Turnieren der Q School (1, 2, 3) jeweils ein Spiel. Im November 2022 nahm Judins zum zweiten Mal an der Amateurweltmeisterschaft teil und zog erstmals ins Viertelfinale ein. Nachdem er unter anderem Kritsanut Lertsattayathorn und Chooi Yew Wah besiegt hatte, unterlag er in der Runde der letzten 8 dem Iraner Amir Sarkhosh.
Im Februar 2023 erreichte Judins bei der WSF Championship das Achtelfinale. Wenig später gehörte er zu einer Reihe von Amateuren, die an der 6-Red World Championship teilnahmen, musste in der Qualifikation jedoch eine Auftaktniederlage gegen den Pakistaner Asjad Iqbal hinnehmen. Bei der EM 2023 setzte er sich unter anderem gegen die ehemaligen Profis Martin O’Donnell und Alex Borg durch und erreichte das Viertelfinale, in dem er dem Finnen Robin Hull mit 1:4 unterlag. Bei der Q School 2023 verlor er beim ersten Turnier sein Auftaktspiel und gelangte beim zweiten in die dritte Runde. Im Oktober 2023 trat Judins in Rüsselsheim zum ersten Mal bei einem Turnier des German Grand Prix an. Nachdem er unter anderem Felix Frede und Omar Alkojah besiegt hatte, zog er ins Finale ein und gewann mit 3:1 gegen den Belgier Sybren Sokolowski. Wenig später erreichte er bei der Amateur-WM und bei der 6-Red-WM das Achtelfinale. Auf nationaler Ebene zog Judins 2023 viermal ins Finale ein und musste dabei drei Niederlagen hinnehmen; nachdem er beim Pokal, bei der lettischen Meisterschaft und bei der 6-Red-Meisterschaft jeweils gegen Artemijs Žižins verloren hatte, setzte er sich bei der Shoot-Out-Meisterschaft gegen Anna Prisjažņuka durch.
In der Saison 2023/24 nahm Judins erstmals an der Amateurserie Q Tour teil. Er trat bei fünf der sieben europäischen Turnieren an und erzielte sein bestes Ergebnis im September 2023, als er unter anderem durch Siege gegen Michał Szubarczyk und Duane Jones das Achtelfinale erreichte, in dem er dem Engländer Peter Lines mit 2:3 unterlag. Anfang 2024 zog Judins bei der WSF Championship ins Viertelfinale ein und bei der Europameisterschaft in die Runde der letzten 64. Nachdem er bei der Q School 2024 bei beiden Turnieren (1, 2) Auftaktniederlagen hinnehmen musste, erreichte er bei der Amateur-WM 2024 das Achtelfinale und beim Italian Masters das Viertelfinale. Bei der lettischen Meisterschaft 2024 erreichte er das Halbfinale und bei der Shoot-Out-Meisterschaft scheiterte er im Achtelfinale.
Auf der Q Tour 2024/25 trat Judins bei sechs der sieben europäischen Turnieren an, kam jedoch nicht über die Runde der letzten 64 hinaus. Anfang 2025 schied er auch bei der WSF Championship und bei der Europameisterschaft in der Runde der letzten 64 aus. Im Februar 2025 gewann er durch einen 4:0-Finalsieg gegen Filips Kalniņš den lettischen Pokal. Zwei Monate später wurde er im Endspiel gegen Kalniņš (5:1) zum sechsten Mal lettischer Meister. Nachdem er beim ersten Turnier der Q School 2025 eine Auftaktniederlage hinnehmen musste, zog er beim zweiten Turnier ins Finale seiner Gruppe ein, in dem er durch eine 2:4-Niederlage gegen den Engländer Connor Benzey die Qualifikation für die Profitour verpasste.

### Poolbillard
Neben dem Snooker spielt Judins gelegentlich auch Poolbillard und nahm mehrmals an der nationalen Meisterschaft teil. Gleich bei seiner ersten Teilnahme, 2012, gewann er mit 15 Jahren seine erste Medaille, als er in der Disziplin 9-Ball unter anderem Oļegs Demjanovs besiegte und erst im Halbfinale am späteren Meister Pēteris Ermansons scheiterte. Nachdem er 2015 nicht über das Viertelfinale hinaus gekommen war, wurde Judins im Oktober 2016 durch einen 8:4-Finalsieg gegen Guntars Timermanis lettischer Meister im 10-Ball. 2020 gewann er im Endspiel gegen Pēteris Ermansons mit 7:5 ein Turnier des lettischen 8-Ball-Pokals.
Im November 2022 wurde Judins durch einen 9:4-Finalsieg gegen Aivars Ģirts lettischer Meister im 9-Ball. Im folgenden Jahr gewann er im Endspiel gegen Pēteris Ermansons ein Turnier des lettischen 9-Ball-Pokals und wurde durch einen 8:6-Finalsieg gegen Maksims Dragans nach 2016 zum zweiten Mal nationaler 10-Ball-Meister, während er auf der Baltic Pool League in Tallinn das Viertelfinale erreichte. Anfang 2024 sicherte er sich einen weiteren Turniersieg im lettischen Pokal, diesmal setzte er sich im 8-Ball-Finale mit 7:6 gegen Antons Jevdokimenko durch.

### Pyramide
Zu Beginn seiner Karriere trat Judins vereinzelt bei Turnieren in der Billardvariante Pyramide an. So besiegte er im November 2011 beim Vilniaus taurė unter anderem Sjarhej Wassiljeu und zog ins Endspiel ein, in dem er dem Litauer Henrikas Strolis mit 0:3 unterlag.

## Erfolge
Snooker
| Ergebnis | Jahr    | Turnier                             | Finalgegner         | Endstand |
| -------- | ------- | ----------------------------------- | ------------------- | -------- |
| Finalist | 2013    | Lettische U21-Meisterschaft         | Andres Petrov       | 2:3      |
| Sieger   | 2013    | Lettische Meisterschaft (6-Red)     | Vitālijs Špaks      | 6:1      |
| Sieger   | 2014    | Lettische Meisterschaft             | Vladimirs Ladins    | 7:2      |
| Sieger   | 2015    | Lettische Meisterschaft (6-Red)     | Māris Volajs        | 7:4      |
| Sieger   | 2015    | KN taurė                            | Mindaugas Maisiejus | 3:0      |
| Sieger   | 2015    | Rīgas Kauss                         | Vilnis Mainulis     | 5:0      |
| Sieger   | 2016/1  | Baltic Snooker League               | Māris Volajs        | 4:1      |
| Sieger   | 2016    | Lettischer Pokal                    | Māris Volajs        | 5:2      |
| Sieger   | 2016    | Lettische Meisterschaft             | Tatjana Vasiļjeva   | 7:0      |
| Sieger   | 2016    | Lettische Meisterschaft (6-Red)     | Māris Volajs        | 7:2      |
| Sieger   | 2016    | Baltic Snooker League – Grand Final | Anna Prisjažņuka    | 4:1      |
| Sieger   | 2016    | Lettische U21-Meisterschaft         | Sergejs Sergejevs   | 5:2      |
| Sieger   | 2016    | Rīgas Kauss                         | Pēteris Ermansons   | 5:0      |
| Finalist | 2017/1  | Baltic Snooker League               | Māris Volajs        | 2:3      |
| Sieger   | 2017    | Lithuanian Masters                  | Simonas Dragūnas    | 3:0      |
| Sieger   | 2017    | Lettischer Pokal                    | Anna Prisjažņuka    | 5:1      |
| Sieger   | 2017    | Lettische Meisterschaft             | Anna Prisjažņuka    | 7:5      |
| Sieger   | 2017    | Minsk Snooker Cup                   | Mateusz Baranowski  | 4:3      |
| Sieger   | 2017    | Lettische Meisterschaft (6-Red)     | Māris Volajs        | 7:6      |
| Sieger   | 2017    | Krylatskoe Snooker Open Autumn      | Michail Terechow    | 5:2      |
| Sieger   | 2017    | Baltic Snooker League – Grand Final | Nikita Kolpačenko   | 4:0      |
| Sieger   | 2017    | Rīgas Kauss                         | Māris Volajs        | 5:1      |
| Sieger   | 2018    | Lettischer Pokal                    | Artūrs Ķeņģis       | 5:1      |
| Sieger   | 2018    | Rīgas Kauss (6-Red)                 | Māris Volajs        | 7:4      |
| Sieger   | 2018    | Lettische Meisterschaft             | Māris Volajs        | 7:3      |
| Finalist | 2018    | Lettische Meisterschaft (Shoot-Out) | Artūrs Ķeņģis       | 14:44    |
| Sieger   | 2019    | Rīgas Kauss                         | Māris Volajs        | 4:3      |
| Sieger   | 2020/50 | Steve Davis Cup                     | Arseni Korolew      | 3:0      |
| Sieger   | 2020    | Lettische Meisterschaft             | Māris Volajs        | 7:2      |
| Sieger   | 2021    | Lettische Meisterschaft (6-Red)     | Andrejs Pripjoks    | 7:1      |
| Finalist | 2022    | Lithuanian Masters                  | Māris Volajs        | 1:3      |
| Finalist | 2023    | Lettischer Pokal                    | Artemijs Žižins     | 3:4      |
| Finalist | 2023    | Lettische Meisterschaft             | Artemijs Žižins     | 2:5      |
| Finalist | 2023    | Lettische Meisterschaft (6-Red)     | Artemijs Žižins     | 3:7      |
| Sieger   | 2023    | German Grand Prix – Event 1         | Sybren Sokolowski   | 3:1      |
| Sieger   | 2023    | Lettische Meisterschaft (Shoot-Out) | Anna Prisjažņuka    | 100:0 1  |
| Sieger   | 2025    | Lettischer Pokal                    | Filips Kalniņš      | 4:0      |
| Sieger   | 2025    | Lettische Meisterschaft             | Filips Kalniņš      | 5:1      |
| Finalist | 2025/2  | Q School                            | Connor Benzey       | 2:4      |

Poolbillard
| Ergebnis | Jahr   | Turnier                           | Finalgegner         | Endstand |
| -------- | ------ | --------------------------------- | ------------------- | -------- |
| Sieger   | 2016   | Lettische Meisterschaft (10-Ball) | Guntars Timermanis  | 8:4      |
| Sieger   | 2020/2 | Lettischer Pokal (8-Ball)         | Pēteris Ermansons   | 7:5      |
| Sieger   | 2022   | Lettische Meisterschaft (9-Ball)  | Aivars Ģirts        | 9:4      |
| Sieger   | 2023   | Lettischer Pokal (9-Ball)         | Pēteris Ermansons   | 7:1      |
| Sieger   | 2023   | Lettische Meisterschaft (10-Ball) | Maksims Dragans     | 8:6      |
| Sieger   | 2024   | Lettischer Pokal (8-Ball)         | Antons Jevdokimenko | 7:6      |

Pyramide
| Ergebnis | Jahr | Turnier        | Finalgegner      | Endstand |
| -------- | ---- | -------------- | ---------------- | -------- |
| Finalist | 2011 | Vilniaus taurė | Henrikas Strolis | 0:3      |